# Стрелко, Владимир Васильевич
Владимир Васильевич Стрелко (23 сентября 1937, Любеч, Черниговская область — 5 января 2021) — украинский учёный в области физикохимии и технологии дисперсных неорганических и углеродных материалов, академик НАН Украины, заслуженный деятель науки и техники Украины, лауреат Государственной премии СССР; директор Института сорбции и проблем эндоэкологии НАНУ.

## Биография
- В 1954—1959 гг. учился на химическом факультете Киевского государственного университета им. Т. Г. Шевченко.
- В 1959—1962 гг. — в аспирантуре Института физической химии им. Л. В. Писаржевского АН УССР.
- В 1963 г. защитил кандидатскую диссертацию (специальность: физическая химия)
- В 1965—1979 гг. — младший, старший научный сотрудник Института физической химии им. Л. В. Писаржевского АН УССР
- В 1974 г. защитил докторскую диссертацию (специальность: химия коллоидный)
- В 1979—1991 гг. решением Президиума АН УССР с группой сотрудников был переведенийдо Института общей и неорганической химии АН УССР, где возглавил отдел сорбции и тонкого неорганического синтеза, впоследствии руководитель отделения
- В 1983 г. получил звание профессора по физической и коллоидной химии
- В 1988 г. избран членом-корреспондентом АН УССР
- В 1991 г. — директор созданного им Института сорбции и проблем эндоэкологии НАНУ (ИСПЭ)
- В 1995 г. избран действительным членом Национальной Академии Наук Украины

Среди учеников Владимира Стрелко — 3 доктора наук, 28 кандидатов наук, 2 из них избраны в Национальную академию наук Украины.

## Работа в целевых научных советах
В 1970—1980-х годах. Стрелко был членом Научного совета при Президиуме АН УССР по вопросам защиты окружающей среды, заместителем председателя научных советов АН УССР «Гемосорбция» и «Сорбционные методы детоксикации организма», членом Научного совета АН СССР по адсорбции, руководителем раздела Всесоюзной программы ГКНТ СССР по развития эфферентных методов терапии. Ныне он является заместителем академика-секретаря Отделения химии НАН Украины.

## Членство в международных научных организациях
- иностранный член Научного совета РАН по адсорбции и хроматографии
- членом Международного научного общества по адсорбции (International Adsorption Society)
- Международного научного общества ионного обмена (ISIE)
- Международных федераций по искусственным органам — (European Society for Artificial Organs, ESAO и International Federation on Artificial Organs, IFAO)
- эксперт Международного комитета содействия ученым СНГ (INTAS)
- эксперт издательства журналов Королевского химического общества Великобритании
- Комитета по присуждению Государственных премий Украины в области науки и техники
- член редколлегий профессиональных журналов «Эфферентная терапия», «Adsorption», «Химия и технология воды»

## Звания и награды
- 1979 Лауреат Государственной премии СССР за работу «Разработка и внедрение новых методов лечения, основанных на всасывание токсических веществ из крови и других биологических жидкостей организма в клинической практике»
- 1982 Медаль «В память 1500-летия Киева»
- 1997 Лауреат Премии президентов национальных академий наук Беларуси, Молдовы и Украины, 1997
- 2008 Орден князя Ярослава Мудрого V степени
- 2010 Премия НАН Украины имени А. И. Бродского

## Труды
В. Стрелко — автор 7 книг-монографий, около 400 статей в научных журналах, 228 авторских свидетельств и патентов на изобретения, в том числе 2 в США..